# Goran Stolevski
Goran Stolevski (* 1985/1986) ist ein mazedonisch-australischer Filmregisseur und Drehbuchautor. Sein Regiedebüt bei einem Spielfilm, das Filmdrama You Won’t Be Alone, wurde von Australien als Beitrag für die Oscarverleihung 2023 als bester Internationaler Film eingereicht. Sein dritter Spielfilm Domaćinstvo za početnici wurde wiederum von Nordmazedonien als Beitrag für die Oscarverleihung 2024 als bester Internationaler Film eingereicht.

## Leben
Goran Stolevski wurde in Nordmazedonien geboren und wuchs hier auf. Als er 12 Jahre alt war, zog er mit seiner Familie nach Australien. Er machte einen Bachelor of Creative Arts an der University of Melbourne und einen Masterabschluss in Film am Victorian College of the Arts. Hiernach erhielt er eine Stelle als Mazedonisch-Dolmetscher für SBS und war gelegentlich als Assistenzautor für die Fernsehserien Nowhere Boys und Barracuda tätig. Er begann Kurzfilme zu machen, um sich damit für Stipendien zu bewerben. Nach einer Auszeichnung seines Kurzfilms You Deserve Everything beim Sydney Film Festival drehte er mit finanzieller Unterstützung Mazedoniens seinen Kurzfilm Would You Look at Her, der im Jahr 2018 beim Sundance Film Festival als bester internationaler Kurzfilm ausgezeichnet wurde.
Das Filmdrama You Won’t Be Alone, Stolevskis Regiedebüt bei einem Spielfilm, feierte im Januar 2022 beim Sundance Film Festival seine Premiere und wurde von Australien als Beitrag für die Oscarverleihung 2023 als bester Internationaler Film eingereicht. Sein zweiter Langfilm, die romantische Tragikomödie Of an Age, wurde im August 2022 beim Melbourne International Film Festival erstmals gezeigt. Sein dritter Spielfilm Domaćinstvo za početnici wurde im September 2023 bei den Internationalen Filmfestspielen in Venedig vorgestellt und wurde von Nordmazedonien als Beitrag für die Oscarverleihung 2024 als bester Internationaler Film eingereicht.

## Filmografie
- 2007: Ambassador (Kurzfilm)
- 2008: Blood (Kurzfilm)
- 2008: Picture of a Good Woman (Kurzfilm)
- 2016: You Deserve Everything (Kurzfilm)
- 2017: Would You Look at Her (Kurzfilm)
- 2022: You Won’t Be Alone
- 2022: Of an Age
- 2023: Domaćinstvo za početnici

## Auszeichnungen
Coffs Coast’s Screenwave International Film Festival
- 2023: Auszeichnung mit dem Ferguson Film Prize (Of an Age)[4]

Sitges Film Festival
- 2022: Nominierung im Official Fantàstic Competition (You Won’t Be Alone)
- 2022: Auszeichnung mit dem Carnet Jove Jury Award (You Won’t Be Alone)[5]

Sundance Film Festival
- 2018: Nominierung für den Short Film Grand Jury Prize (Would You Look at Her)
- 2018: Auszeichnung mit dem Short Filmmaking Award (Would You Look at Her)

Sydney Film Festival
- 2016: Auszeichnung mit dem Rouben Mamoulian Award (You Deserve Everything)
- 2022: Nominierung als Bester Film für den Sydney Film Prize (You Won’t Be Alone)